# Synchlora hulstiana
Synchlora hulstiana là một loài bướm đêm trong họ Geometridae.